# Meike Munser-Kiefer

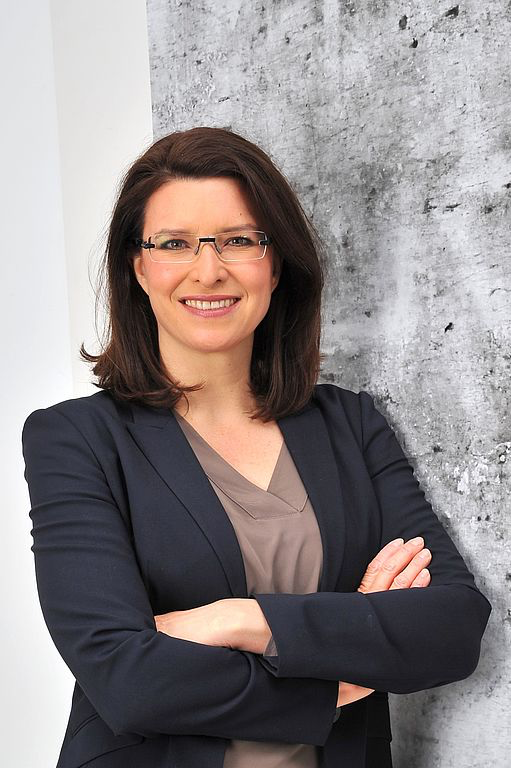
Meike Munser-Kiefer

Meike Munser-Kiefer (* 9. August 1973 als Meike Munser) ist eine deutsche Pädagogin. Sie ist Professorin für Grundschulpädagogik und -didaktik (Schwerpunkt Diversität) an der Universität Regensburg und Adjunct Professor der Griffith University (Brisbane, Australien).

## Werdegang
Meike Munser-Kiefer studierte von 1994 bis 1998 an der Friedrich-Alexander-Universität Erlangen-Nürnberg (FAU) für das Lehramt an Grundschulen und unterrichtete danach fünf Jahre an Grundschulen in Mittelfranken. 2004 kehrte sie an die FAU zurück und wurde zum Thema Leseförderung promoviert. Für ihre Arbeit erhielt sie 2011 den Aloys-Fischer-Preis für Grundschulforschung. Nach der Promotion blieb sie zunächst als akademische Forschungsrätin an der FAU, bevor sie 2016 einen Ruf als Professorin für Grundschulpädagogik an die PH Schwäbisch Gmünd annahm. 2017 wechselte sie an die Universität Regensburg, wo sie bis 08/2023 Inhaberin der Professur für Grundschulpädagogik und -didaktik war. Seither ist sie Inhaberin des Lehrstuhls für Grundschulpädagogik und -didaktik (Schwerpunkt Diversität). Sie ist zudem Mitbegründerin und Leiterin des Zentrums für Migration und Bildung an der Universität Regensburg und seit 2021 Adjunct Professor der Griffith University (Brisbane, Australien).
Meike Munser-Kiefer ist verheiratet, hat drei Kinder und lebt mit ihrer Familie im Nürnberger Umland.

## Forschungsschwerpunkte
Die Schwerpunkte in der Forschung von Meike Munser-Kiefer liegen in folgenden Bereichen:
- Diversität, Intersektionalität und Chancengerechtigkeit
- Digitale Transformation
- Internationalisierung
- Unterrichts- und Schulentwicklung für eine diverse Schüler*innenschaft: Inklusion, Jahrgangsmischung, Ganztagsschule, Distance Education, uvm.
- Didaktik des Schriftspracherwerbs: unter anderem KI-basiertes adaptives Lernen mit digitalen Medien im Schriftspracherwerb für unterschiedliche Lernvoraussetzungen
- Gesundheitsförderung

## Publikationen (Auswahl)
- Leseförderung im Leseteam in der Grundschule. Eine Interventionsstudie zur Förderung von basaler Lesefertigkeit und (meta-)kognitiven Lesestrategien. Band 40. Münster: Waxmann Verlag, Reihe „Empirische Erziehungswissenschaft“ (Dissertation) Waxmann-Verlag, Münster 2014 ISBN 978-3-8309-2781-5.
- mit Lisa Klein und Ann-Kathrin Hübner (Hrsg.) (2019). Nach der Flucht. Interdisziplinäre Perspektiven eines Netzwerks von Hochschulen und Zivilgesellschaft. epub Uni Regensburg: Campus Asyl. 2019
- mit Richard Böhme und Sarah Prestridge: Lernunterstützung mit digitalen Medien in der Grundschule – Theorie und Empirie zur Wirkweise zentraler Funktionen und Gestaltungsmerkmale. In: Zeitschrift für Grundschulforschung. Band 13, Nr. 1, 2020, S. 1–14, doi:10.1007/s42278-019-00066-3.
- mit Astrid Rank und Anne Frey (Hrsg.): Professionalisierung für ein inklusives Schulsystem. Ein Handbuch für die LehrerInnenbildung. Klinkhardt, Bad Heilbrunn 2011
- mit Sabine Martschinke, Alfred Lindl und Andreas Hartinger: Development of Self-Concept in Multi-Grade 3rd and 4th Classes. In:  International Electronic Journal of Elementary Education. Band 15, Nr. 4, 2023, S. 343–356, doi:10.26822/iejee.2023.305.
- mit Anja Carlsohn und Eva Göttlein (Hrsg.): Gesundheitsförderung in der Grundschule. Grundlagen und Praxisempfehlungen. Kolhhammer, Stuttgart 2023 ISBN 978-3-17-034365-8